# Coupe d'Allemagne de football 2015-2016
Navigation
Édition précédente Édition suivante
La Coupe d'Allemagne de football 2015-2016 est la 73e édition de la Coupe d'Allemagne de football (DFB-Pokal) dont le tenant du titre est le VfL Wolfsbourg.
Le vainqueur reçoit une place pour la phase de groupes de la Ligue Europa 2016-2017, dans la mesure où il n'est pas qualifié pour la Ligue des champions par l'intermédiaire des quatre premières places du championnat. Dans ce cas, la place reviendrait au club classé sixième du championnat.
La compétition débute avec le premier tour le 7 août 2015 et se clôt par la finale, le 21 mai 2016, à l'Olympiastadion Berlin.
L'épreuve est remportée par le Bayern Munich, qui s'octroie son 18e trophée, en s'imposant aux tirs au but aux dépens du Borussia Dortmund.
Le Borussia Dortmund devient la première équipe à perdre 3 finales de coupe d'Allemagne consécutives. 

## Calendrier
| Tour | Nom             | Dates retenues                           | Équipes participantes | Équipes gagnantes |
| 1    | Premier tour    | Du 7 septembre 2015 au 10 septembre 2015 | 64                    | 32                |
| 2    | Deuxième tour   | Les 27 et 28 octobre 2015                | 32                    | 16                |
| 3    | Troisième tour  | Les 15 et 16 décembre 2015               | 16                    | 8                 |
| 4    | Quart de finale | Les 9 et 10 février 2016                 | 8                     | 4                 |
| 5    | Demi-finale     | Les 19 et 20 avril 2016                  | 4                     | 2                 |
| 6    | Finale          | Le 21 mai 2016                           | 2                     | 1                 |

## Clubs participants
| Par les championnats nationaux | Par les championnats nationaux | Par les championnats nationaux | Par les championnats nationaux | Par les championnats nationaux | Par les championnats nationaux | Par les championnats nationaux | Par les championnats nationaux | Par les championnats nationaux | Par les championnats nationaux | Par les championnats nationaux | Par les championnats nationaux |
| --- | --- | --- | --- | --- | --- | --- | --- | --- | --- | --- | --- |
| - 18 clubs de Bundesliga 2014-2015 : - Bayern Munich - VfL Wolfsbourg - Borussia Mönchengladbach - Bayer 04 Leverkusen - FC Augsbourg - FC Schalke 04 - Borussia Dortmund - TSG 1899 Hoffenheim - Eintracht Francfort - Werder Brême - FSV Mayence 05 - FC Cologne - Hanovre 96 - VfB Stuttgart - Hertha Berlin - Hambourg SV - SC Fribourg - SC Paderborn 07 | - 18 clubs de Bundesliga 2014-2015 : - Bayern Munich - VfL Wolfsbourg - Borussia Mönchengladbach - Bayer 04 Leverkusen - FC Augsbourg - FC Schalke 04 - Borussia Dortmund - TSG 1899 Hoffenheim - Eintracht Francfort - Werder Brême - FSV Mayence 05 - FC Cologne - Hanovre 96 - VfB Stuttgart - Hertha Berlin - Hambourg SV - SC Fribourg - SC Paderborn 07 | - 18 clubs de Bundesliga 2014-2015 : - Bayern Munich - VfL Wolfsbourg - Borussia Mönchengladbach - Bayer 04 Leverkusen - FC Augsbourg - FC Schalke 04 - Borussia Dortmund - TSG 1899 Hoffenheim - Eintracht Francfort - Werder Brême - FSV Mayence 05 - FC Cologne - Hanovre 96 - VfB Stuttgart - Hertha Berlin - Hambourg SV - SC Fribourg - SC Paderborn 07 | - 18 clubs de Bundesliga 2014-2015 : - Bayern Munich - VfL Wolfsbourg - Borussia Mönchengladbach - Bayer 04 Leverkusen - FC Augsbourg - FC Schalke 04 - Borussia Dortmund - TSG 1899 Hoffenheim - Eintracht Francfort - Werder Brême - FSV Mayence 05 - FC Cologne - Hanovre 96 - VfB Stuttgart - Hertha Berlin - Hambourg SV - SC Fribourg - SC Paderborn 07 | - 18 clubs de 2. Bundesliga 2014-2015 : - FC Ingolstadt 04 - SV Darmstadt 98 - Karlsruhe SC - FC Kaiserslautern - RB Leipzig - Eintracht Brunswick - FC Union Berlin - FC Heidenheim 1846 - FC Nuremberg - Fortuna Düsseldorf - VfL Bochum - SV Sandhausen - FSV Francfort - SpVgg Greuther Fürth - FC Sankt Pauli - TSV 1860 Munich - FC Erzgebirge Aue - VfR Aalen | - 18 clubs de 2. Bundesliga 2014-2015 : - FC Ingolstadt 04 - SV Darmstadt 98 - Karlsruhe SC - FC Kaiserslautern - RB Leipzig - Eintracht Brunswick - FC Union Berlin - FC Heidenheim 1846 - FC Nuremberg - Fortuna Düsseldorf - VfL Bochum - SV Sandhausen - FSV Francfort - SpVgg Greuther Fürth - FC Sankt Pauli - TSV 1860 Munich - FC Erzgebirge Aue - VfR Aalen | - 18 clubs de 2. Bundesliga 2014-2015 : - FC Ingolstadt 04 - SV Darmstadt 98 - Karlsruhe SC - FC Kaiserslautern - RB Leipzig - Eintracht Brunswick - FC Union Berlin - FC Heidenheim 1846 - FC Nuremberg - Fortuna Düsseldorf - VfL Bochum - SV Sandhausen - FSV Francfort - SpVgg Greuther Fürth - FC Sankt Pauli - TSV 1860 Munich - FC Erzgebirge Aue - VfR Aalen | - 18 clubs de 2. Bundesliga 2014-2015 : - FC Ingolstadt 04 - SV Darmstadt 98 - Karlsruhe SC - FC Kaiserslautern - RB Leipzig - Eintracht Brunswick - FC Union Berlin - FC Heidenheim 1846 - FC Nuremberg - Fortuna Düsseldorf - VfL Bochum - SV Sandhausen - FSV Francfort - SpVgg Greuther Fürth - FC Sankt Pauli - TSV 1860 Munich - FC Erzgebirge Aue - VfR Aalen | - 4 premiers de 3. Liga 2014-2015 : - Arminia Bielefeld - MSV Duisbourg - SV Holstein Kiel - SV Stuttgarter Kickers | - 4 premiers de 3. Liga 2014-2015 : - Arminia Bielefeld - MSV Duisbourg - SV Holstein Kiel - SV Stuttgarter Kickers | - 4 premiers de 3. Liga 2014-2015 : - Arminia Bielefeld - MSV Duisbourg - SV Holstein Kiel - SV Stuttgarter Kickers | - 4 premiers de 3. Liga 2014-2015 : - Arminia Bielefeld - MSV Duisbourg - SV Holstein Kiel - SV Stuttgarter Kickers |
| Par les 21 ligues régionales | | | | | | | | | | | |
| - FC Nöttingen Vainqueur de la coupe du pays de Bade 2014-2015 - SpVgg Unterhaching Vainqueur de la coupe de Bavière 2014-2015 - FC Würzburger Kickers Champion de Regionalliga Bavière 2014-2015 - BFC Dynamo Vainqueur de la coupe de Berlin 2014-2015 - FC Energie Cottbus Vainqueur de la coupe de Brandebourg 2014-2015 - Bremer SV Vainqueur de la coupe de Brême 2014-2015 - HSV Barmbek-Uhlenhorst Vainqueur de la coupe de Hambourg 2014-2015 - KSV Hessen Kassel Vainqueur de la coupe de Hesse 2014-2015 - FC Hansa Rostock Vainqueur de la coupe de Mecklembourg-Poméranie-Occidentale 2014-2015 - FC Viktoria Cologne 1904 Vainqueur de la coupe du Rhin moyen 2014-2015 - Rot-Weiss Essen Vainqueur de la coupe du bas Rhin 2014-2015 - VfL Osnabrück Vainqueur de la coupe de Basse-Saxe 2014-2015 | - FC Nöttingen Vainqueur de la coupe du pays de Bade 2014-2015 - SpVgg Unterhaching Vainqueur de la coupe de Bavière 2014-2015 - FC Würzburger Kickers Champion de Regionalliga Bavière 2014-2015 - BFC Dynamo Vainqueur de la coupe de Berlin 2014-2015 - FC Energie Cottbus Vainqueur de la coupe de Brandebourg 2014-2015 - Bremer SV Vainqueur de la coupe de Brême 2014-2015 - HSV Barmbek-Uhlenhorst Vainqueur de la coupe de Hambourg 2014-2015 - KSV Hessen Kassel Vainqueur de la coupe de Hesse 2014-2015 - FC Hansa Rostock Vainqueur de la coupe de Mecklembourg-Poméranie-Occidentale 2014-2015 - FC Viktoria Cologne 1904 Vainqueur de la coupe du Rhin moyen 2014-2015 - Rot-Weiss Essen Vainqueur de la coupe du bas Rhin 2014-2015 - VfL Osnabrück Vainqueur de la coupe de Basse-Saxe 2014-2015 | - FC Nöttingen Vainqueur de la coupe du pays de Bade 2014-2015 - SpVgg Unterhaching Vainqueur de la coupe de Bavière 2014-2015 - FC Würzburger Kickers Champion de Regionalliga Bavière 2014-2015 - BFC Dynamo Vainqueur de la coupe de Berlin 2014-2015 - FC Energie Cottbus Vainqueur de la coupe de Brandebourg 2014-2015 - Bremer SV Vainqueur de la coupe de Brême 2014-2015 - HSV Barmbek-Uhlenhorst Vainqueur de la coupe de Hambourg 2014-2015 - KSV Hessen Kassel Vainqueur de la coupe de Hesse 2014-2015 - FC Hansa Rostock Vainqueur de la coupe de Mecklembourg-Poméranie-Occidentale 2014-2015 - FC Viktoria Cologne 1904 Vainqueur de la coupe du Rhin moyen 2014-2015 - Rot-Weiss Essen Vainqueur de la coupe du bas Rhin 2014-2015 - VfL Osnabrück Vainqueur de la coupe de Basse-Saxe 2014-2015 | - FC Nöttingen Vainqueur de la coupe du pays de Bade 2014-2015 - SpVgg Unterhaching Vainqueur de la coupe de Bavière 2014-2015 - FC Würzburger Kickers Champion de Regionalliga Bavière 2014-2015 - BFC Dynamo Vainqueur de la coupe de Berlin 2014-2015 - FC Energie Cottbus Vainqueur de la coupe de Brandebourg 2014-2015 - Bremer SV Vainqueur de la coupe de Brême 2014-2015 - HSV Barmbek-Uhlenhorst Vainqueur de la coupe de Hambourg 2014-2015 - KSV Hessen Kassel Vainqueur de la coupe de Hesse 2014-2015 - FC Hansa Rostock Vainqueur de la coupe de Mecklembourg-Poméranie-Occidentale 2014-2015 - FC Viktoria Cologne 1904 Vainqueur de la coupe du Rhin moyen 2014-2015 - Rot-Weiss Essen Vainqueur de la coupe du bas Rhin 2014-2015 - VfL Osnabrück Vainqueur de la coupe de Basse-Saxe 2014-2015 | - FC Nöttingen Vainqueur de la coupe du pays de Bade 2014-2015 - SpVgg Unterhaching Vainqueur de la coupe de Bavière 2014-2015 - FC Würzburger Kickers Champion de Regionalliga Bavière 2014-2015 - BFC Dynamo Vainqueur de la coupe de Berlin 2014-2015 - FC Energie Cottbus Vainqueur de la coupe de Brandebourg 2014-2015 - Bremer SV Vainqueur de la coupe de Brême 2014-2015 - HSV Barmbek-Uhlenhorst Vainqueur de la coupe de Hambourg 2014-2015 - KSV Hessen Kassel Vainqueur de la coupe de Hesse 2014-2015 - FC Hansa Rostock Vainqueur de la coupe de Mecklembourg-Poméranie-Occidentale 2014-2015 - FC Viktoria Cologne 1904 Vainqueur de la coupe du Rhin moyen 2014-2015 - Rot-Weiss Essen Vainqueur de la coupe du bas Rhin 2014-2015 - VfL Osnabrück Vainqueur de la coupe de Basse-Saxe 2014-2015 | - FC Nöttingen Vainqueur de la coupe du pays de Bade 2014-2015 - SpVgg Unterhaching Vainqueur de la coupe de Bavière 2014-2015 - FC Würzburger Kickers Champion de Regionalliga Bavière 2014-2015 - BFC Dynamo Vainqueur de la coupe de Berlin 2014-2015 - FC Energie Cottbus Vainqueur de la coupe de Brandebourg 2014-2015 - Bremer SV Vainqueur de la coupe de Brême 2014-2015 - HSV Barmbek-Uhlenhorst Vainqueur de la coupe de Hambourg 2014-2015 - KSV Hessen Kassel Vainqueur de la coupe de Hesse 2014-2015 - FC Hansa Rostock Vainqueur de la coupe de Mecklembourg-Poméranie-Occidentale 2014-2015 - FC Viktoria Cologne 1904 Vainqueur de la coupe du Rhin moyen 2014-2015 - Rot-Weiss Essen Vainqueur de la coupe du bas Rhin 2014-2015 - VfL Osnabrück Vainqueur de la coupe de Basse-Saxe 2014-2015 | - SV Meppen Finaliste de la coupe de Basse-Saxe 2014-2015 - FSV Salmrohr Vainqueur de la coupe de Rhénanie 2014-2015 - SV Elversberg Vainqueur de la coupe de Sarre 2014-2015 - Chemnitzer FC Vainqueur de la coupe de Saxe 2014-2015 - Hallescher FC Vainqueur de la coupe de Saxe-Anhalt 2014-2015 - VfB Lübeck Finaliste de la coupe du Schleswig-Holstein 2014-2015 - Bahlinger SC Vainqueur de la coupe du pays de Bade du sud 2014-2015 - FK 03 Pirmasens Vainqueur de la coupe du Sud-Ouest 2014-2015 - FC Carl Zeiss Iéna Vainqueur de la coupe de Thuringe 2014-2015 - Sportfreunde Lotte Vainqueur de la coupe de Westphalie 2014-2015 - TuS Erndtebrück Champion d'Oberliga Westphalie 2014-2015 - SSV Reutlingen 05 Vainqueur de la coupe de Wurtemberg 2014-2015 | - SV Meppen Finaliste de la coupe de Basse-Saxe 2014-2015 - FSV Salmrohr Vainqueur de la coupe de Rhénanie 2014-2015 - SV Elversberg Vainqueur de la coupe de Sarre 2014-2015 - Chemnitzer FC Vainqueur de la coupe de Saxe 2014-2015 - Hallescher FC Vainqueur de la coupe de Saxe-Anhalt 2014-2015 - VfB Lübeck Finaliste de la coupe du Schleswig-Holstein 2014-2015 - Bahlinger SC Vainqueur de la coupe du pays de Bade du sud 2014-2015 - FK 03 Pirmasens Vainqueur de la coupe du Sud-Ouest 2014-2015 - FC Carl Zeiss Iéna Vainqueur de la coupe de Thuringe 2014-2015 - Sportfreunde Lotte Vainqueur de la coupe de Westphalie 2014-2015 - TuS Erndtebrück Champion d'Oberliga Westphalie 2014-2015 - SSV Reutlingen 05 Vainqueur de la coupe de Wurtemberg 2014-2015 | - SV Meppen Finaliste de la coupe de Basse-Saxe 2014-2015 - FSV Salmrohr Vainqueur de la coupe de Rhénanie 2014-2015 - SV Elversberg Vainqueur de la coupe de Sarre 2014-2015 - Chemnitzer FC Vainqueur de la coupe de Saxe 2014-2015 - Hallescher FC Vainqueur de la coupe de Saxe-Anhalt 2014-2015 - VfB Lübeck Finaliste de la coupe du Schleswig-Holstein 2014-2015 - Bahlinger SC Vainqueur de la coupe du pays de Bade du sud 2014-2015 - FK 03 Pirmasens Vainqueur de la coupe du Sud-Ouest 2014-2015 - FC Carl Zeiss Iéna Vainqueur de la coupe de Thuringe 2014-2015 - Sportfreunde Lotte Vainqueur de la coupe de Westphalie 2014-2015 - TuS Erndtebrück Champion d'Oberliga Westphalie 2014-2015 - SSV Reutlingen 05 Vainqueur de la coupe de Wurtemberg 2014-2015 | - SV Meppen Finaliste de la coupe de Basse-Saxe 2014-2015 - FSV Salmrohr Vainqueur de la coupe de Rhénanie 2014-2015 - SV Elversberg Vainqueur de la coupe de Sarre 2014-2015 - Chemnitzer FC Vainqueur de la coupe de Saxe 2014-2015 - Hallescher FC Vainqueur de la coupe de Saxe-Anhalt 2014-2015 - VfB Lübeck Finaliste de la coupe du Schleswig-Holstein 2014-2015 - Bahlinger SC Vainqueur de la coupe du pays de Bade du sud 2014-2015 - FK 03 Pirmasens Vainqueur de la coupe du Sud-Ouest 2014-2015 - FC Carl Zeiss Iéna Vainqueur de la coupe de Thuringe 2014-2015 - Sportfreunde Lotte Vainqueur de la coupe de Westphalie 2014-2015 - TuS Erndtebrück Champion d'Oberliga Westphalie 2014-2015 - SSV Reutlingen 05 Vainqueur de la coupe de Wurtemberg 2014-2015 | - SV Meppen Finaliste de la coupe de Basse-Saxe 2014-2015 - FSV Salmrohr Vainqueur de la coupe de Rhénanie 2014-2015 - SV Elversberg Vainqueur de la coupe de Sarre 2014-2015 - Chemnitzer FC Vainqueur de la coupe de Saxe 2014-2015 - Hallescher FC Vainqueur de la coupe de Saxe-Anhalt 2014-2015 - VfB Lübeck Finaliste de la coupe du Schleswig-Holstein 2014-2015 - Bahlinger SC Vainqueur de la coupe du pays de Bade du sud 2014-2015 - FK 03 Pirmasens Vainqueur de la coupe du Sud-Ouest 2014-2015 - FC Carl Zeiss Iéna Vainqueur de la coupe de Thuringe 2014-2015 - Sportfreunde Lotte Vainqueur de la coupe de Westphalie 2014-2015 - TuS Erndtebrück Champion d'Oberliga Westphalie 2014-2015 - SSV Reutlingen 05 Vainqueur de la coupe de Wurtemberg 2014-2015 | - SV Meppen Finaliste de la coupe de Basse-Saxe 2014-2015 - FSV Salmrohr Vainqueur de la coupe de Rhénanie 2014-2015 - SV Elversberg Vainqueur de la coupe de Sarre 2014-2015 - Chemnitzer FC Vainqueur de la coupe de Saxe 2014-2015 - Hallescher FC Vainqueur de la coupe de Saxe-Anhalt 2014-2015 - VfB Lübeck Finaliste de la coupe du Schleswig-Holstein 2014-2015 - Bahlinger SC Vainqueur de la coupe du pays de Bade du sud 2014-2015 - FK 03 Pirmasens Vainqueur de la coupe du Sud-Ouest 2014-2015 - FC Carl Zeiss Iéna Vainqueur de la coupe de Thuringe 2014-2015 - Sportfreunde Lotte Vainqueur de la coupe de Westphalie 2014-2015 - TuS Erndtebrück Champion d'Oberliga Westphalie 2014-2015 - SSV Reutlingen 05 Vainqueur de la coupe de Wurtemberg 2014-2015 |

## Résultats

### Premier tour
Le premier tour se déroule du 7 septembre 2015 au 10 septembre 2015.
| Club recevant            | Score | Club visiteur            |
| ------------------------ | ----- | ------------------------ |
| TuS Erndtebrück          | 0 - 5 | SV Darmstadt 98          |
| BFC Dynamo               | 0 - 2 | FSV Francfort            |
| SV Elversberg            | 1 - 3 | FC Augsbourg             |
| FC Viktoria Cologne 1904 | 2 - 1 | FC Union Berlin          |
| SV Meppen                | 0 - 4 | FC Cologne               |
| Hallescher FC            | 0 - 1 | Eintracht Brunswick      |
| SV Stuttgarter Kickers   | 1 - 4 | VfL Wolfsbourg           |
| Sportfreunde Lotte       | 0 - 3 | Bayer Leverkusen         |
| MSV Duisbourg            | 0 - 5 | FC Schalke 04            |
| FC Würzburger Kickers    | 0 - 2 | Werder Brême             |
| FC Erzgebirge Aue        | 1 - 0 | SpVgg Greuther Fürth     |
| Bremer SV                | 0 - 3 | Eintracht Francfort      |
| TSV 1860 Munich          | 2 - 0 | TSG 1899 Hoffenheim      |
| SSV Reutlingen 05        | 3 - 1 | Karlsruher SC            |
| SV Holstein Kiel         | 1 - 2 | VfB Stuttgart            |
| FC Carl Zeiss Iéna       | 3 - 2 | Hambourg SV              |
| Bahlinger SC             | 3 - 5 | SV Sandhausen            |
| HSV Barmbek-Uhlenhorst   | 0 - 5 | SC Fribourg              |
| FSV Salmrohr             | 0 - 5 | VfL Bochum               |
| Chemnitzer FC            | 0 - 2 | Borussia Dortmund        |
| VfB Lübeck               | 1 - 2 | SC Paderborn 07          |
| Rot-Weiss Essen          | 1 - 3 | Fortuna Düsseldorf       |
| FK 03 Pirmasens          | 1 - 4 | FC Heidenheim 1846       |
| SpVgg Unterhaching       | 2 - 1 | FC Ingolstadt 04         |
| FC Nöttingen             | 1 - 3 | Bayern Munich            |
| FC Hansa Rostock         | 4 - 5 | FC Kaiserslautern        |
| KSV Hessen Kassel        | 0 - 2 | Hanovre 96               |
| FC Energie Cottbus       | 0 - 3 | FSV Mayence 05           |
| Arminia Bielefeld        | 0 - 2 | Hertha BSC Berlin        |
| VfL Osnabrück            | 0 - 2 | RB Leipzig               |
| VfR Aalen                | 1 - 2 | 1. FC Nuremberg          |
| FC Sankt Pauli           | 1 - 4 | Borussia Mönchengladbach |

### Deuxième tour
Le deuxième tour se déroule les 27 et 28 octobre 2015.
| Club recevant            | Score           | Club visiteur            |
| ------------------------ | --------------- | ------------------------ |
| FC Erzgebirge Aue        | 1 - 0           | Eintracht Francfort      |
| FSV Francfort            | 1 - 2           | Hertha Berlin            |
| FSV Mainz 05             | 1 - 2           | TSV 1860 Munich          |
| FC Nuremberg             | 5 - 1           | Fortuna Düsseldorf       |
| VfL Bochum               | 1 - 0           | FC Kaiserslautern        |
| SV Darmstadt 98          | 2 - 1           | Hanovre 96               |
| SpVgg Unterhaching       | 3 - 0           | RB Leipzig               |
| VfL Wolfsbourg           | 1 - 3           | Bayern Munich            |
| Borussia Dortmund        | 7 - 1           | SC Paderborn 07          |
| SC Fribourg              | 0 - 3           | FC Augsbourg             |
| SV Sandhausen            | 0 - 0 3 - 4 tab | FC Heidenheim 1846       |
| FC Viktoria Cologne 1904 | 0 - 6           | Bayer 04 Leverkusen      |
| FC Carl Zeiss Iéna       | 0 - 2           | VfB Stuttgart            |
| SSV Reutlingen 05        | 0 - 4           | Eintracht Brunswick      |
| FC Schalke 04            | 0 - 2           | Borussia Mönchengladbach |
| Werder Brême             | 1 - 0           | FC Cologne               |

### Huitièmes de finale
Les huitièmes de finale se déroulent les 15 et 16 décembre 2015.
| Club recevant            | Score    | Club visiteur       |
| ------------------------ | -------- | ------------------- |
| TSV 1860 Munich          | 0 - 2    | VfL Bochum          |
| FC Augsbourg             | 0 - 2    | Borussia Dortmund   |
| Bayern Munich            | 1 - 0    | SV Darmstadt 98     |
| Borussia Mönchengladbach | 3 - 4    | Werder Brême        |
| FC Erzgebirge Aue        | 0 - 2    | FC Heidenheim 1846  |
| FC Nuremberg             | 0 - 2    | Hertha Berlin       |
| SpVgg Unterhaching       | 1 - 3    | Bayer 04 Leverkusen |
| VfB Stuttgart            | 3 - 2 ap | Eintracht Brunswick |

### Quarts de finale
Les quarts de finale se déroulent les 9 et 10 février 2016.
| Club recevant       | Score | Club visiteur     |
| ------------------- | ----- | ----------------- |
| Bayer 04 Leverkusen | 1 - 3 | Werder Brême      |
| VfL Bochum          | 0 - 3 | Bayern Munich     |
| FC Heidenheim 1846  | 2 - 3 | Hertha Berlin     |
| VfB Stuttgart       | 1 - 3 | Borussia Dortmund |

### Demi-finales
Les demi-finales se déroulent les 19 et 20 avril 2016.
| Club recevant | Score | Club visiteur     |
| ------------- | ----- | ----------------- |
| Bayern Munich | 2 - 0 | Werder Brême      |
| Hertha Berlin | 0 - 3 | Borussia Dortmund |

## Finale
| 21 mai 2016 | Bayern Munich                                          | 0 - 0 a.p.        | Borussia Dortmund                                      | Stade olympique de Berlin                                            |                                                                      |
| 20h00       |                                                        | (0 - 0)           |                                                        | Spectateurs : 74 322 Diffuseur : beIN Sports Arbitrage : Marco Fritz | Spectateurs : 74 322 Diffuseur : beIN Sports Arbitrage : Marco Fritz |
| 20h00       | (rapport)                                              |                   |                                                        | Spectateurs : 74 322 Diffuseur : beIN Sports Arbitrage : Marco Fritz | Spectateurs : 74 322 Diffuseur : beIN Sports Arbitrage : Marco Fritz |
| 20h00       | Vidal · Lewandowski · Kimmich · Müller · Douglas Costa | Tirs au but 4 - 3 | Kagawa · Bender · Papastathópoulos · Aubameyang · Reus | Spectateurs : 74 322 Diffuseur : beIN Sports Arbitrage : Marco Fritz | Spectateurs : 74 322 Diffuseur : beIN Sports Arbitrage : Marco Fritz |

| Bayern Munich | Borussia Dortmund |

| GK            | 1  | Manuel Neuer       |      |      |
| RB            | 21 | Philipp Lahm (c)   |      |      |
| CB            | 32 | Joshua Kimmich     | 42e  |      |
| CB            | 17 | Jérôme Boateng     |      |      |
| LB            | 27 | David Alaba        |      |      |
| DM            | 23 | Arturo Vidal       | 47e  |      |
| RM            | 11 | Douglas Costa      |      |      |
| CM            | 25 | Thomas Müller      | 109e |      |
| CM            | 6  | Thiago             |      |      |
| LM            | 7  | Franck Ribéry      | 39e  | 108e |
| CF            | 9  | Robert Lewandowski |      |      |
| Remplaçants : |    |                    |      |      |
| GK            | 26 | Sven Ulreich       |      |      |
| DF            | 5  | Mehdi Benatia      |      |      |
| DF            | 13 | Rafinha            |      |      |
| DF            | 18 | Juan Bernat        |      |      |
| MF            | 14 | Xabi Alonso        |      |      |
| MF            | 20 | Sebastian Rode     |      |      |
| FW            | 29 | Kingsley Coman     |      | 108e |
| Entraineur :  |    |                    |      |      |
| Pep Guardiola |    |                    |      |      |

| GK            | 38 | Roman Bürki               |     |      |
| CB            | 25 | Sokrátis Papastathópoulos | 99e |      |
| CB            | 6  | Sven Bender               |     |      |
| CB            | 15 | Mats Hummels (c)          | 74e | 78e  |
| RM            | 26 | Łukasz Piszczek           |     |      |
| CM            | 27 | Gonzalo Castro            | 39e | 106e |
| CM            | 33 | Julian Weigl              |     |      |
| LM            | 29 | Marcel Schmelzer          |     | 70e  |
| RW            | 10 | Henrikh Mkhitaryan        |     |      |
| CF            | 17 | Pierre-Emerick Aubameyang |     |      |
| LW            | 11 | Marco Reus                |     |      |
| Remplaçants : |    |                           |     |      |
| GK            | 1  | Roman Weidenfeller        |     |      |
| DF            | 28 | Matthias Ginter           |     | 78e  |
| DF            | 37 | Erik Durm                 |     | 70e  |
| MF            | 18 | Nuri Şahin                |     |      |
| MF            | 22 | Christian Pulisic         |     |      |
| MF            | 23 | Shinji Kagawa             |     | 106e |
| FW            | 20 | Adrián Ramos              |     |      |
| Entraineur :  |    |                           |     |      |
| Thomas Tuchel |    |                           |     |      |